# Stan Barstow
Stan Barstow, född 28 juni 1928 i Horbury, West Yorkshire, död 1 augusti 2011 i Baglan i Neath Port Talbot, Wales, var en brittisk författare.
Barstow debuterade 1960 med romanen Att älska så, en skildring av en ung arbetarklassman i ett olyckligt äktenskap, som också blev förlaga till en film i regi av John Schlesinger. Bokens framgång gjorde det möjligt för Barstow att bli författare på heltid och den fick två uppföljare, Watchers on the shore från 1966 och The right true end från 1976. Barstows övriga romaner fick aldrig samma genomslag, men han gjorde även avtryck som radiodramatiker och som författare till TV-serien South Riding från 1974.

## Utgivet på svenska
- Att älska så (A kind of loving), Rabén & Sjögren, 1963, översättning av Gemma Snellman
- Fråga mig i morgon (Ask me tomorrow), Rabén & Sjögren, 1964, översättning av Olof Hoffsten